# Sohmer Piano Building
Le Sohmer Piano Building est un immeuble situé à l'angle de la Cinquième Avenue et de la 22e rue,  au sud-ouest du Flatiron Building, à New York, aux États-Unis. Construit en 1897-1898 dans le style Beaux-Arts, il est reconnaissable à son dôme doré. Haut de 13 étages, il a d'abord été utilisé comme immeuble de bureau, notamment par le fabricant de pianos Sohmer & Co.. Il a été converti en logements au début du XXIe siècle. 